# Los misterios del turf argentino
Los misterios del turf argentino es una película sin sonido de Argentina dirigida por Julio Irigoyen que se estrenó el 18 de septiembre de 1924.

## Producción
El filme fue producido por Buenos Aires Film, una empresa dirigida por Julio Irigoyen que se caracterizaba por producir filmes clase “C” de muy bajo presupuesto y poca calidad artística, que en general eran historias con los  personajes característicos de la ciudad: guapos prostitutas, cantores de tango, jugadores en oscuros cafetines, hipódromos y salones aristocráticos. La mayoría eran películas de gauchos o típicamente porteñas, con tango o con canciones de tierra adentro. Es dificultoso acceder a información sobre esas películas, en primer lugar porque una parte no se estrenó en Buenos Aires sino en las provincias del interior de Argentina y también en otros países de América Latina, en segundo término porque Irigoyen no conservaba los negativos y en tercer lugar por el escaso interés que tenía por ellas la prensa especializada. Jorge Finkielman dice que:

"La deficiente actuación, dirección, producción y fotografía estaban al mismo nivel que se encuentran en otras películas estrenadas en la épocatanto por este como por otros productores"

## Reparto
Actuaron en la película los siguientes intérpretes:
- Manolita Poli
- Lilian Olivilla
- Totón Podestá
- Arturo Sánchez
- Lía Balvi
- Augusto Gonçalvez
- Adolfo Torres
- Aparicio Podestá
- Julio Andrada
- Oscar Caprarella

## Comentario
Jorge Finkielman dice que es un melodrama convencional acerca de una joven que se enamora de un humilde jockey, que contiene una escena muy bien filmada de una carrera de caballos en las pistas del Hipódromo Argentino.